# SimAnimals
SimAnimals est un jeu vidéo de simulation créé par Electronic Arts et sorti le 30 janvier 2009 en Europe et le 29 en Amérique la même année. Il fait partie de la franchise Sims et est sorti sur la console Wii et Nintendo DS.

## Système de jeu
Dans une vue de dessus a la troisième personne, le joueur incarne une main qui peut interagir avec divers plantes, animaux et objets qu'il peut rencontrer. Il doit accomplir grâce à eux une série d'objectifs qui sont différents selon les endroits débloqués. Grâce à cela, il peut s'enfoncer de plus en plus dans la forêt dans laquelle se déroule le jeu. Les objectifs en question consistent à s'occuper des animaux ou des plantes, selon des sous-objectifs à remplir pour pouvoir atteindre l’objectif auquel l'animal ou la plante est assigné (ex: se lier d'amitié avec un écureuil, faire se reproduire deux animaux, planter telle ou telle plante). Lorsque l'objectif est atteint, le joueur reçoit une médaille représentant l'animal ou la plante en question. Le joueur a un sac et peut y ranger différents objets (et des plantes et animaux) afin de les déposer dans d'autres zones. Le jeu n'a pas vraiment d'histoire, et se veut juste être une simulation où certaines lois de la nature ne sont pas appliquées (comme les relations proies/prédateurs où un ours peut prendre peur face à un mulot ou un loup se lier d'amitié avec un faon). Dans l'ensemble, le joueur doit gérer tout un biotope (ou niche écologique), c'est-à-dire faire en sorte qu'il y ait assez de plantes ou graines pour les herbivores et les prédateurs (car la plupart sont omnivores, réduisant les attaque et morts d'animaux (d’ailleurs cachées par de la poussière lors de ces dernières, car SimAnimals est un jeu destiné au jeune public).

## Liste des animaux
Dans le jeu, il y a 35 espèces d'animaux dont :
- l'écureuil
- l'écureuil rouge (uniquement sur Wii)
- le raton laveur
- le renard roux
- le renard arctique (uniquement sur Wii)
- l'ours (en trois variantes : noir, brun et à lunettes - ce dernier uniquement sur Wii)
- le corbeau (ou corneille pour la version DS)
- la belette
- le cerf
- la moufette
- le sanglier (uniquement sur Wii)
- le canard (deux espèces : canard des bois et canard Widgeon)
- l'opossum de Virginie (uniquement sur Wii)
- le hibou
- le hibou des neiges (uniquement sur Wii)
- le hérisson
- le porc-épic
- le grand héron (uniquement sur Wii)
- la souris (uniquement sur Wii)
- le rat (uniquement sur Wii)
- le chat errant (uniquement sur Wii)
- le chien errant (uniquement sur Wii)
- le loup
- l'oie canadienne
- le cygne
- le castor (uniquement sur Wii)
- le merle (uniquement sur Wii)
- le blaireau européen
- le lapin
- la colombe (uniquement sur Wii)
- le rouge-gorge (uniquement sur Wii)
- l'oiseau chanteur (en bleu ou rouge)
- la mésange (uniquement sur Wii)

Certains animaux sont déblocables grâce à des codes :
- le panda géant
- le petit panda
- l'écureuil électrique

## Accueil
- Jeuxvideo.com : 12/20 (Wii)[1] - 11/20 (DS)[2]